# Jatropha giffordiana
Jatropha giffordiana är en törelväxtart som beskrevs av Bijan Dehgan och Grady Linder Webster. Jatropha giffordiana ingår i släktet Jatropha och familjen törelväxter. Inga underarter finns listade i Catalogue of Life.